# Lilla Brödhållartjärnen
Lilla Brödhållartjärnen är en sjö i Filipstads kommun i Värmland och ingår i Göta älvs huvudavrinningsområde. Lilla Brödhållartjärnen ligger i Brattforsheden Natura 2000-område.